# John Bligh (3e comte de Darnley)
John Bligh (1er octobre 1719 – 31 juillet 1781) est un parlementaire britannique, titré 3e comte de Darnley. 

## Biographie
Il est le fils de John Bligh, premier comte de Darnley et de Lady Theodosia Hyde, future baronne Clifton (de son propre chef). Il s'inscrit à Merton College le 13 mai 1735 et obtient un MA le 13 juillet 1738. 
Il est député de Maidstone de 1741 à 1747 et d'Athboy à la Chambre des communes irlandaise de 1739 à 1747. Il succède à son frère Edward Bligh (2e comte de Darnley) en 1747, devant 3e comte de Darnley.

## Famille
Lord Darnley épouse Mary Stoyte le 11 septembre 1766. Ils ont sept enfants
- John Bligh (4e comte de Darnley) (30 juin 1767 - 17 mars 1831)
- Edward Bligh (19 septembre 1769 - 2 novembre 1840)
- Mary Bligh (décédée le 4 mars 1796), mariée à Sir Lawrence Palk, 2e baronnet le 7 août 1789, sans descendance
- Theodosia Bligh (février 1771 - 21 janvier 1840), épouse Thomas Cherburgh Bligh, son cousin germain
- Sarah Bligh (10 février 1772 - avril 1797)
- Catherine Bligh (1775 - 11 février 1812), épouse Charles Vane (3e marquis de Londonderry) en 1804
- William Bligh (25 septembre 1775 - 8 août 1845), épousa Lady Sophia Stewart, fille de John Stewart (7e comte de Galloway).